# Gustaf Adolf Torwigge
Gustaf Adolf Torwigge, född 4 juni 1721, död 27 april 1798 i Stockholm, var en svensk militär.
Gustaf Adolf Torwigge var son till major Torsten Torwigge och Anna Maria Sprengtport. Han blev volontär vid Kymmenegårds läns infanteriregemente 1732, korpral där 1735, hantlangare vid artilleriet i Finland 1737, lärminör samma år och underminör 1738. Torwigge transporterades till artilleriet i Stockholm 1739, blev furir där samma år, sergeant 1741 och underlöjtnant samma år. Han deltog i hattarnas ryska krig 1741–1743, trädde 1745 i fransk tjänst vid Royal suédois, blev sekundkapten där 1746, löjtnant vid artilleriet i Sverige 1748 och stabskapten där 1750. Torwigge blev kapten och kompanichef 1759, trädde åter i fransk tjänst som kapten med kompani vid Royal suédois, och hann under sin tid i fransk tjänst delta i två vinterkampanjer och elva sommarkampanjer, sju mindre slag och två stora samt en belägring. År 1762 lämnade han sin franska tjänst. Torwigge blev major i armén 1766, adjutant hos prins Fredrik Adolf 1770 och major vid artilleriet samma år. År 1771 blev han överste i fransk tjänst, 1772 överstelöjtnant i svenska armén och 1773 överstelöjtnant vid artilleriet. Torwigge blev förste stallmästare hos hertiginnan av Södermanland. Han var överste och chef för Jämtlands infanteriregemente 1775–1776. Torwigge blev 1755 riddare av Svärdsorden och 1763 riddare av franska Pour le Mérite.